# Nephodia decisa
Nephodia decisa là một loài bướm đêm trong họ Geometridae.